# Коньшино (Белгородская область)
Коньшино — село в Губкинском районе Белгородской области. Центр Коньшинского сельского поселения.

## География
Село Коньшино расположено на юго-востоке Среднерусской возвышенности, в зоне лесостепи, в юго-восточной части Губкинского района, у истоков реки Ольшанки. Удалено от районного центра Губкина на 50 км.
Ближайшая железнодорожная станция «Чаплыжное» в 44 км.

## История
Село Коньшино возникло в XVII веке, на земле Ново-Оскольского уезда Курской губернии.
Точных сведений о происхождении названия села нет, но есть несколько версий. По одной из них Коньшино — самая удаленная точка Губкинского района — раньше считалось «краем земли». Другая версия гласит, что село назвали в честь породистых скакунов, которых в середине XIX века разводили помещики Ян Мори с супругой Елизаветой Петтеш.
В 1885 году в Коньшинскую волость Новооскольского уезда входили, кроме самого Коньшино, сёла Волково, Огибное, Проточное и десять деревень.
До 1892 года в селе при церкви была открыта церковно-приходская школа с 3-х годичным сроком обучения. В 1895 году была построена Коньшинская земская школа.
Весной 1918 года в селе установилась советская власть, был организован Коньшинский сельский совет.
С июля 1928 года Коньшино — центр большого Коньшинского сельского совета (село и 10 хуторов) в Скороднянском районе.
В январе 1935 года Коньшино стало центром сельского Совета в новом, только что образованном Боброво-Дворском районе.
С июня 1942 года Коньшино было оккупировано немецкими войсками. 5 февраля 1943 года, в результате Воронежско-Касторенской наступательной операции, территория сельского совета была освобождена.
С 1962 года Коньшинский сельский совет вошел во вновь образованный Губкинский район.
В 1960—1980-х гг. в селе строится средняя школа, открывается новый медпункт, для рабочих совхоза строится жилье, дорога с твердым покрытием.
В 1966 году открылся памятник погибшим в годы Великой Отечественной войны. В 1972 году в центре села был открыт памятник защитникам Родины, односельчанам погибшим в годы войны.

## День села
День села отмечается 22 мая. Первый раз был отпразднован в 2004 году. Приурочен к престольному празднику Николая Чудотворца.

## Население
В книге «Курская губерния. Список населенных мест по сведениям 1862 года» указано: «Верхний Ольшанец (Коньшино), село казенное, 171 двор, 1399 жителей (677 мужчин, 722 женщины)».
| 2002 | 2010 | 2011 | 2013 | 2015 | 2016 |
| ---- | ---- | ---- | ---- | ---- | ---- |
| 690  | ↘642 | ↘602 | ↗611 | ↘595 | →595 |